# Patrice Remarck
Patrice Remarck, né le 17 mars 1962, est un taekwondoïste ivoirien.

## Carrière
Patrice Remarck est médaillé de bronze dans la catégorie des moins de 73 kg aux Jeux mondiaux de 1981 à Santa Clara et aux Championnats du monde 1983 à Copenhague. 
Dans la catégorie des moins de 76 kg, il est médaillé de bronze aux Jeux mondiaux de 1985 à Londres et aux Championnats du monde 1985 à Séoul, médaillé d'or aux Championnats du monde militaires de 1991 à Séoul et médaillé d'argent aux Jeux africains de 1991 au Caire.